# Juan Barranco
Juan Antonio Barranco Gallardo (Santiago de Calatrava; 13 de agosto de 1947) es un político español, alcalde de Madrid entre 1986 y 1989 y presidente del  Partido Socialista Obrero Español de la Comunidad de Madrid (PSM-PSOE) desde 2012 hasta 2015.

## Biografía
Nació el 13 de agosto de 1947, en Santiago de Calatrava, provincia de Jaén. Está casado y tiene dos hijos.

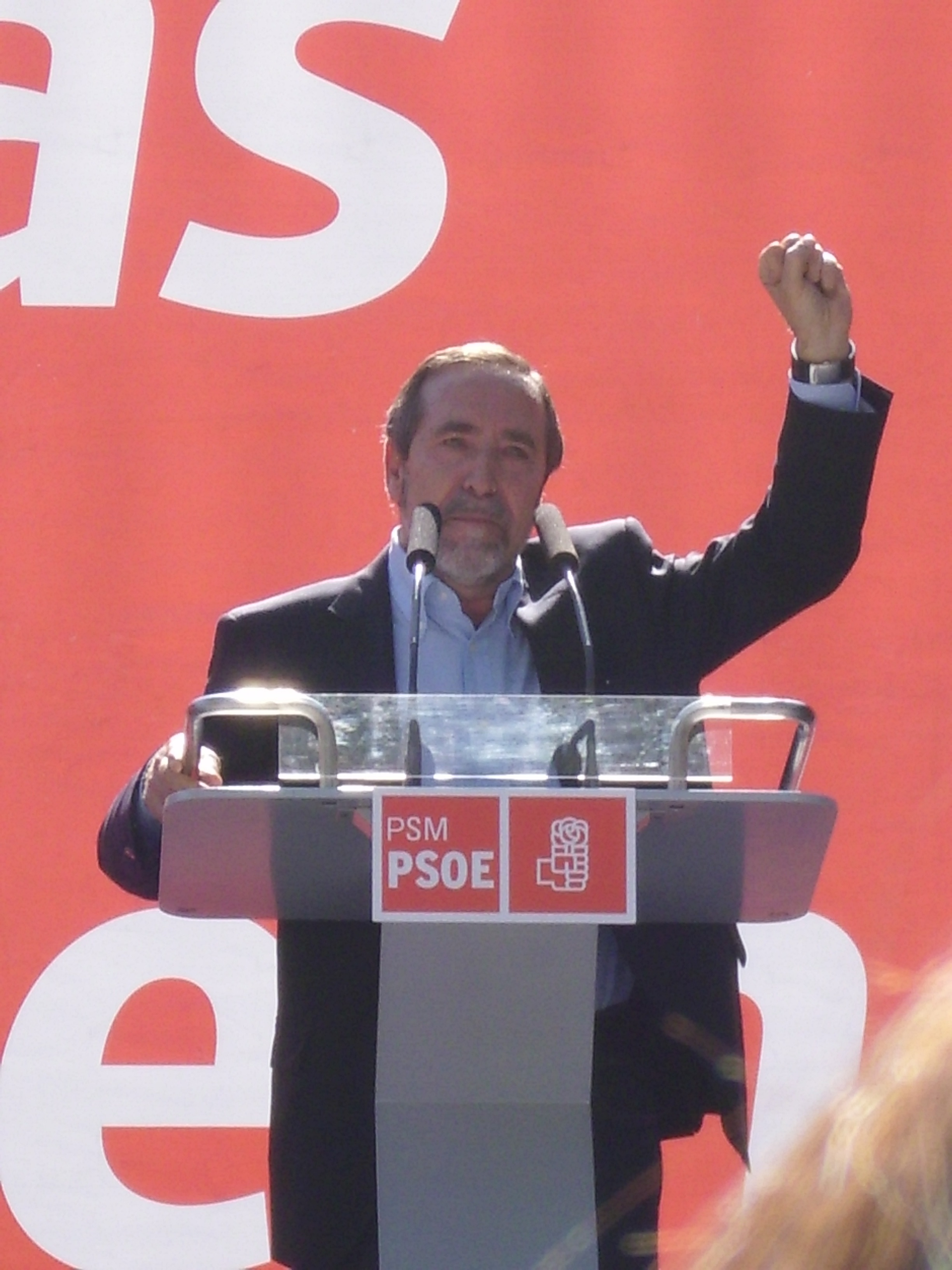
Juan Barranco en un mitin celebrado en 2009 en el barrio de San Blas (Madrid).

Cursó estudios en el Colegio Nacional de Palomeras Altas y posteriormente ingresó en el Colegio Ciudad de los Muchachos, también en el distrito de Vallecas, compaginando el bachillerato con diversos cursos de banca.
Desde los catorce a los diecisiete años trabajó en la Bolsa de Comercio. En 1965, a los dieciocho años, ingresó por oposición en una entidad bancaria, como auxiliar administrativo. En el mismo año fue elegido representante sindical por sus compañeros, siendo el secretario de Jurado de Empresa de Banca más joven de España.[cita requerida]
Después de cumplir el Servicio Militar, en Melilla, estudió Sociología en Madrid, primero en clases semiclandestinas impartidas, entre otros por Enrique Tierno Galván y José Luis Aranguren, en la antigua Universidad Pontificia de Salamanca, donde fue alumno de los profesores Ruiz-Giménez y Sánchez Agesta.
En 1973 fue cofundador de Reconstrucción Socialista. Ese mismo año contrajo matrimonio, siendo detenido pocos días después junto con su esposa, por su actividad sindical clandestina y su solidaridad con los sindicalistas del  “Proceso 1001".
Ingresó en el Partido Socialista Obrero Español en 1974.
En las elecciones generales de 1977 fue elegido diputado, siendo el diputado más joven. Participó en los trabajos de las Comisiones de Defensa, Trabajo, Política Institucional y Administraciones Públicas, planteando numerosas interpelaciones.
Desde 1977 hasta 1984, secretario de Organización, siendo responsable de todas las campañas electorales que el PSOE realizó en Madrid. Fue vocal de la Comisión Ejecutiva Regional.
En las elecciones generales de 1979, es reelegido diputado, a finales del mismo año, es elegido secretario de Política Municipal de la F.S.M., cargo que desempeñó hasta finales de 1984, impulsando la creación del Consejo de Municipios, así como la lucha por la autonomía de los Ayuntamientos, por la revisión de los Planes Municipales.
En las elecciones generales de 1982, es reelegido diputado del PSOE, por Madrid, y nombrado vicepresidente primero de la Comisión de Régimen de Administraciones Públicas. Dirigió la mayor parte de los debates de la Ley de Bases de Régimen Local, siendo ponente de diversos artículos de la misma y miembro de la Comisión del Defensor del Pueblo.
En las elecciones municipales de 1983, ocupó el segundo lugar detrás de Enrique Tierno Galván, en la candidatura del PSOE, al Ayuntamiento de Madrid, pasando a formar parte del Gobierno Municipal como primer teniente de alcalde, siendo al mismo tiempo, portavoz del Grupo Municipal Socialista.
Sus primeros contactos con Enrique Tierno habían tenido como marco, aquellas reuniones que en la época de la clandestinidad, preparaban la transición del país hacia la nueva etapa de democracia y libertades políticas. La amistad que entonces nació entre el profesor Tierno y él, se consolidó a partir de 1977, debido a la coincidencia en las actividades parlamentarias en el Congreso de los Diputados, haciéndose más profunda durante los años que compartieron tareas municipales.
Tras el fallecimiento de Tierno Galván el 19 de enero de 1986 se hizo cargo en funciones de la alcaldía de Madrid. Poco más tarde, el 28 de enero, fue investido alcalde por el pleno.
En las elecciones municipales de junio de 1987, fue cabeza de lista para la Alcaldía de Madrid por el PSOE, partido vencedor, siendo elegido alcalde. Su gestión como alcalde de Madrid, estuvo marcada por la lucha contra la especulación urbanística, por establecer el equilibrio entre las zonas mejor equipadas y las más deprimidas de la ciudad, por la construcción de zonas verdes, centros culturales y por la promoción cultural de Madrid, devolvió a la ciudad su prestigio nacional e internacional.[cita requerida]
También mantuvo y reforzó los contactos y la colaboración entre Madrid y el resto de las capitales del mundo, ostentando la Presidencia de la Unión Mundial de Ciudades de la Paz. Presidió la Federación Madrileña de Municipios entre 1986 y 1991. Asimismo, fue presidente de la Unión de Ciudades Iberoamericanas de 1986 a 1991.
El 29 de junio de 1989 una moción de censura, promovida por la oposición municipal, le arrebató la alcaldía en favor de Agustín Rodríguez Sahagún, quien fue elegido alcalde con los votos de los concejales del CDS y del PP.
Senador por Madrid en las elecciones generales del 29 de octubre de 1989, fue el senador más votado de España.
En el XXXII Congreso del PSOE, celebrado el 9 de noviembre de 1990, fue elegido miembro del Comité Federal.
Encabezó la lista para la Alcaldía de Madrid, en las elecciones municipales de 1991, fue jefe de la Oposición en el Ayuntamiento de Madrid y portavoz del Grupo Municipal Socialista.
En las elecciones generales del 6 de junio de 1993, fue nuevamente elegido senador por Madrid, vocal de la Comisión de Obras Públicas, Ordenación del Territorio y Medio Ambiente, Transportes y Comunicaciones. Presidente de la Comisión de Asuntos Iberoamericanos del Senado en la IV Legislatura.
En el XXXIII Congreso del PSOE celebrado en marzo de 1994, fue elegido miembro del Comité Federal y es presidente de la Agrupación Socialista de Vallecas.
En las elecciones generales celebradas el 3 de marzo de 1996 fue elegido senador por Madrid, vocal de Interior y Función Pública y Obras Públicas, Medio Ambiente, Transportes y Comunicaciones.
En las elecciones generales celebradas el 12 de marzo de 2000 fue elegido senador por Madrid, portavoz de la Comisión de Interior y Régimen de las Administraciones Públicas.
En las elecciones generales celebradas el 14 de marzo de 2004 fue elegido senador por Madrid, portavoz adjunto del Grupo Parlamentario Socialista.
En las elecciones generales celebradas en marzo de 2008 fue elegido diputado por Madrid y presidente de la Comisión de Trabajo e Inmigración.
En las elecciones autonómicas de 2011, fue elegido diputado y vicepresidente segundo de la Mesa de la Asamblea de Madrid.
En marzo de 2012 es elegido presidente del Partido Socialista de Madrid.

## Cargos desempeñados
- Diputado por Madrid en el Congreso de los Diputados (1977-1986).
- Concejal en el Ayuntamiento de Madrid (1983-1999).
- Primer Teniente de Alcalde de Madrid (1983-1986).
- Alcalde de Madrid (1986-1989).
- Presidente de la Federación Madrileña de Municipios (1986-1991).
- Senador por Madrid (1989-2008).
- Portavoz del PSOE en el Ayuntamiento de Madrid (1989-1999).
- Diputado por Madrid en el Congreso de los Diputados (2008-2011).
- Diputado en la Asamblea de Madrid (2011-2015).[5]
- Vicepresidente Segundo de la Asamblea de Madrid (2011-2015).
- Presidente del PSM-PSOE (2012-2015).

## Distinciones

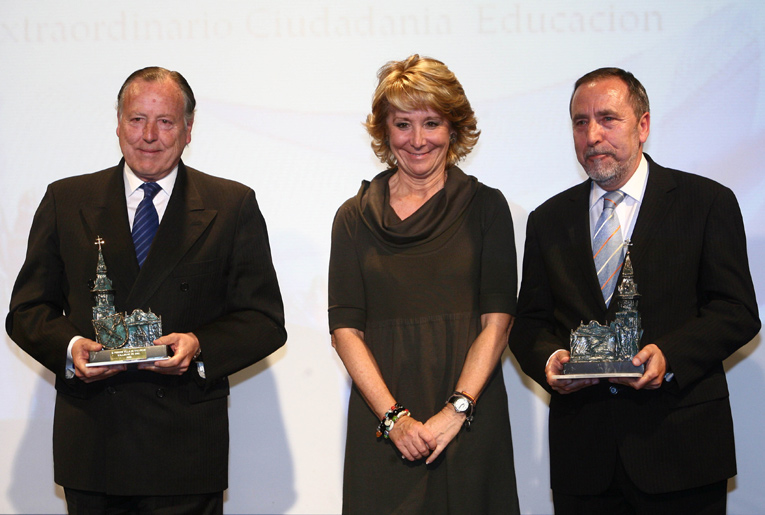
Fotografiado en 2009 junto con José María Álvarez del Manzano y Esperanza Aguirre recibiendo un premio Villa de Vallecas

- 2004 Medalla de Oro del Ayuntamiento de Alcorcón
- 2004 Medalla de Honor del Ayuntamiento de Madrid
- 2008 Medalla de Oro de la Asamblea de Madrid, Ponente Comisión Estatuto de Autonomía de Madrid
- 2012 Gran Cruz de la Orden del Dos de Mayo. Comunidad de Madrid.[6]